# Francisco Cassiani
Francisco Cassiani Gómez, né le 24 avril 1968 à Arboletes (Colombie), est un footballeur international colombien, qui évoluait au poste de défenseur.

## Biographie
Francisco Cassiani évolue au sein de quatre pays différents : en Colombie, en Argentine, au Chili, et enfin au Pérou.
Il joue 10 matchs en première division argentine avec le club du Rosario Central.
Il remporte deux titres de champion de Colombie avec l'équipe du Junior de Barranquilla.
Il dispute un total de 57 matchs en Copa Libertadores. Il est demi-finaliste de cette compétition à quatre reprises, en 1990, 1991, 1993 et 1994.
Il prend également part à la Coupe intercontinentale 1989, disputée face au club italien du Milan AC.
Cassiani participe avec l'équipe de Colombie à la Copa América 1995 organisée en Uruguay, sans toutefois entrer en jeu. Il participe également avec la Colombie aux Jeux olympiques d'été de 1992.

## Clubs
- 1989-1992 :  Atlético Nacional
- 1993 :  América de Cali
- 1993-1997 :  Junior
- 1998 :  Rosario Central
- 1999 :  Deportes Quindío
- 2000-2001 :  Santiago Wanderers
- 2001-2003 :  Alianza Atlético

## Palmarès
- Champion de Colombie en 1993 et 1995 avec le Junior de Barranquilla